# Zarzyca (rejon grodzieński)
Zarzyca (biał. Зарыца; ros. Зарица) – wieś na Białorusi, w obwodzie grodzieńskim, w rejonie grodzieńskim, w sielsowiecie Putryszki, nad Niemnem. Sąsiaduje z Grodnem.
W dwudziestoleciu międzywojennym wieś leżała w Polsce, w województwie białostockim, w powiecie grodzieńskim, w gminie Hoża.
Według Powszechnego Spisu Ludności z 1921 roku wieś zamieszkiwało 240 osób, 239 było wyznania rzymskokatolickiego a jedna prawosławnego, wszystkie zadeklarowały polską przynależność narodową. Było tu 45 budynków mieszkalnych.
Miejscowość należała do parafii świętych apostołów Piotra i Pawła w Hoży. Podlegała pod Sąd Grodzki i Okręgowy w Grodnie; właściwy urząd pocztowy mieścił się w Hoży.
24 kwietnia 2008 większa część wsi została włączona w granice Grodna.